# Liste der Mitglieder der American Academy of Arts and Sciences/1864
Im Jahr 1864 wählte die American Academy of Arts and Sciences 15 Personen zu ihren Mitgliedern.

## Neugewählte Mitglieder
- Robert Wilhelm Eberhard Bunsen (1811–1899)
- Michel Chasles (1793–1880)
- Richard Henry Dana, Jr. (1815–1882)
- Ralph Waldo Emerson (1803–1882)
- Thomas Graham (1805–1869)
- J. Peter Lesley (1819–1903)
- George Gordon Meade (1815–1872)
- Henry Hart Milman (1791–1868)
- Friedrich Max Müller (1823–1900)
- Johann Friedrich Overbeck (1789–1869)
- Edward Pearce (1833–1899)
- Ogden Nicholas Rood (1831–1902)
- Otto Wilhelm von Struve (1819–1905)
- Jabez Baxter Upham (1820–1902)
- William Watson (1834–1915)